# Јицак Хофи
Јицак Хофи (хебр. יצחק חופי; Тел Авив, 25. јануар 1927 — Рамат Ган, 15. септембар 2014) био је шеф Мосада од 1974. до 1982. Пре тога је био генерал у Израелским одбрамбеним снагама, на челу Северне команде. Јула 1976, Хофи се снажно залагао за организовање спасилачке мисије којом би се спасио велики број израелских путника у отетом Ер Франсовом авиону, приземљеном у Уганди. Како би се олакшала предстојећа операција Ентеба, Хофи је наредио шпијунима Мосада да мотре на аеродром, и искористио је контакте у кенијској обавештајној служби, како би омогућио допуну горивом израелских авиона у Најробију, приликом повратка.
Умро је 15. септембра 2014. године.